# レーザー色素
レーザー色素（れーざーしきそ）とは色素レーザーで使用される蛍光色素の一種。

## 概要
色素レーザーではエタノールやメタノールのような溶媒に溶かしたりアクリル樹脂に分散させた色素をレーザー媒質として紫外光のような短波長の光源によって励起して誘導放出を発生させてレーザー光を発振する。ここで使用される色素は紫外光で劣化しにくく、必要な波長で発振する色素が用いられる。

## 主なレーザー色素
ピレンやアントラセンといった多環芳香族炭化水素が使用される。
- ローダミン
- クマリン
- 4-(ジシアノメチレン)-2-メチル-6-(4-ジメチルアミノスチリル)-4H-ピラン (DCM)
- ピロメテン（英語版）
- フルオレセイン
- ウンベリフェロン

## 用途
- ウラン濃縮
- 光増幅器
- 分析

など

## 文献
- 石田祐三、矢島達夫「色素レーザによるピコ秒光パルスの発生」『日本物理學會誌』第36巻第7号、1981年、535-542頁、doi:10.11316/butsuri1946.36.535。
- 佐々木敬介「固体化色素レーザーおよび固体化色素ドープ増幅器」『応用物理』第64巻第9号、1995年、899-903頁、doi:10.11470/oubutsu1932.64.899。
- 前田三男、et al「原子法同位体分離用レーザー色素の効率評価」『レーザー研究』第23巻第9号、1995年、752-761頁、doi:10.2184/lsj.23.752。
- 須川哲夫、中津克隆、城田常雄「インビジブルインクの開発」（PDF）『DNT コーティング技報』第4巻、大日本塗料株式会社、2004年、42-44頁。